# Pteropus samoensis
Pteropus samoensis là một loài động vật có vú trong họ Dơi quạ, bộ Dơi. Loài này được Peale mô tả năm 1848.

## Hình ảnh

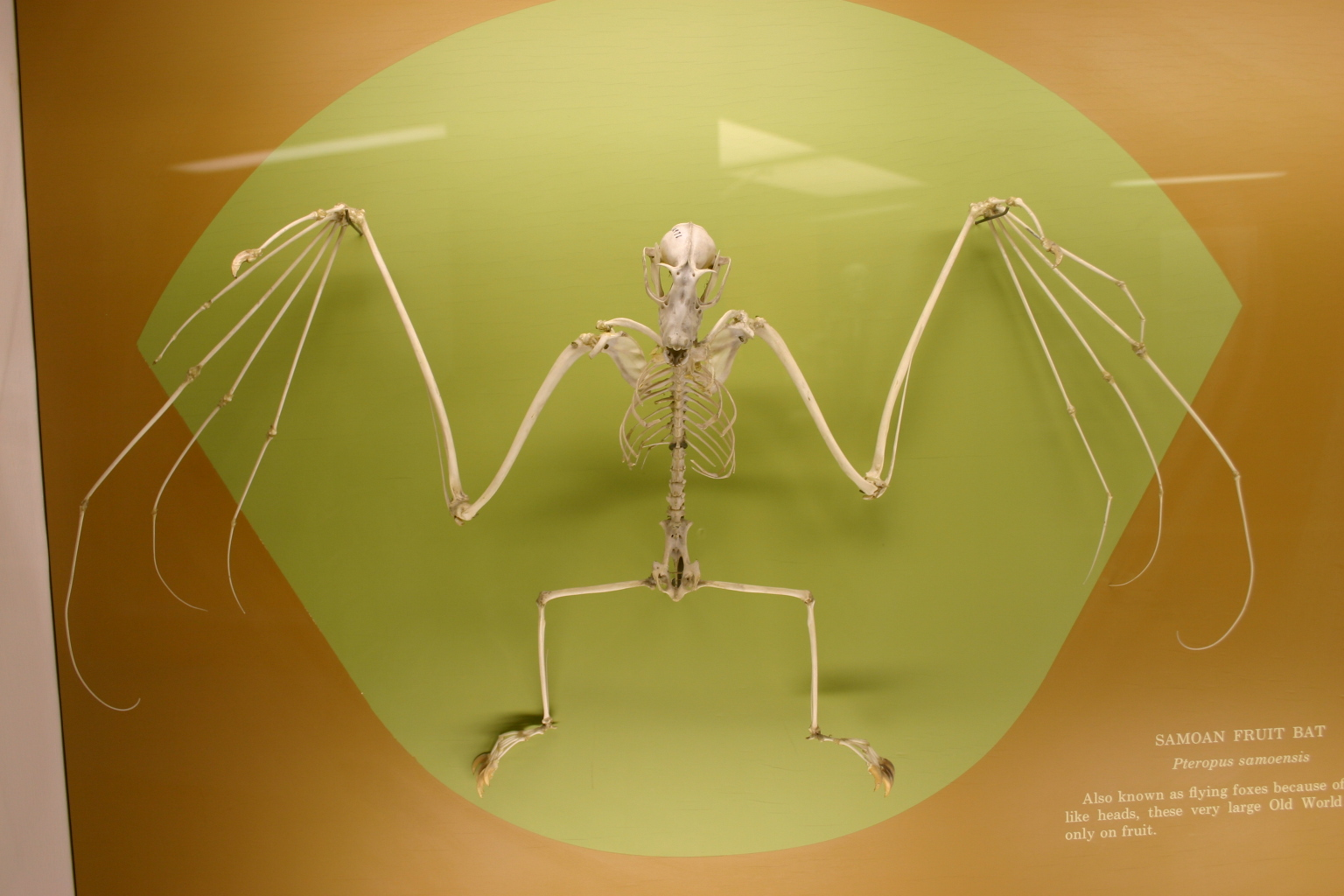
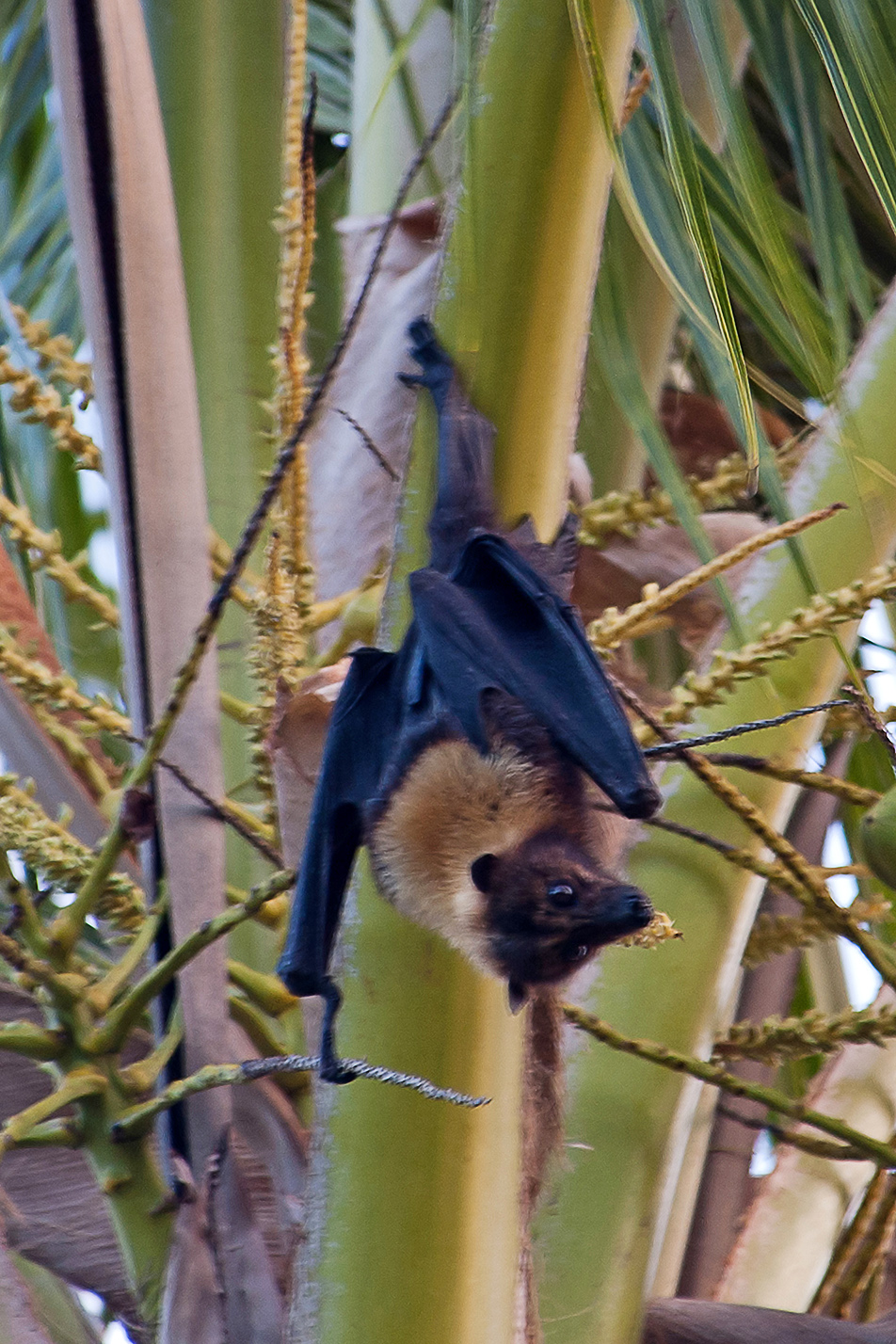
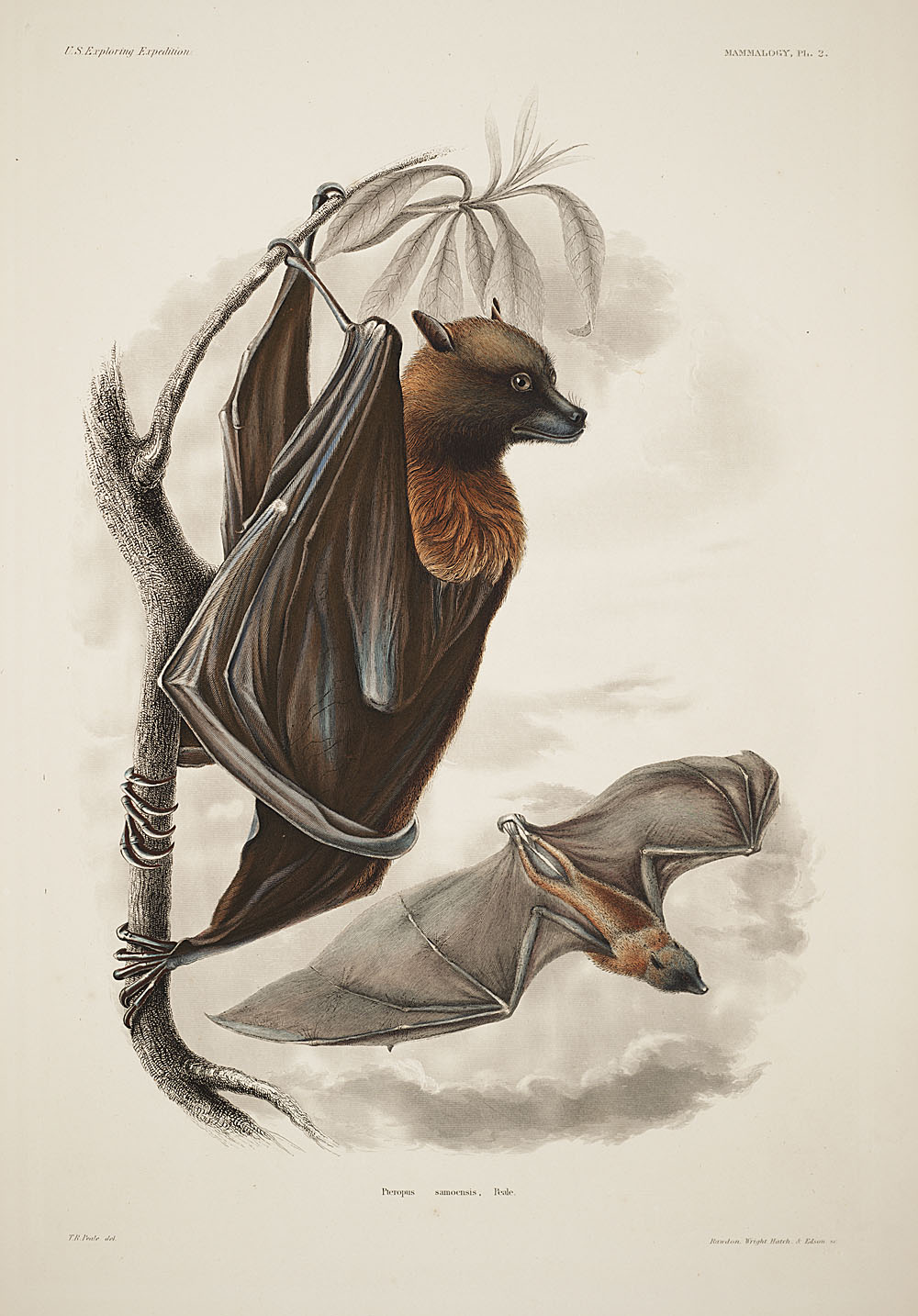
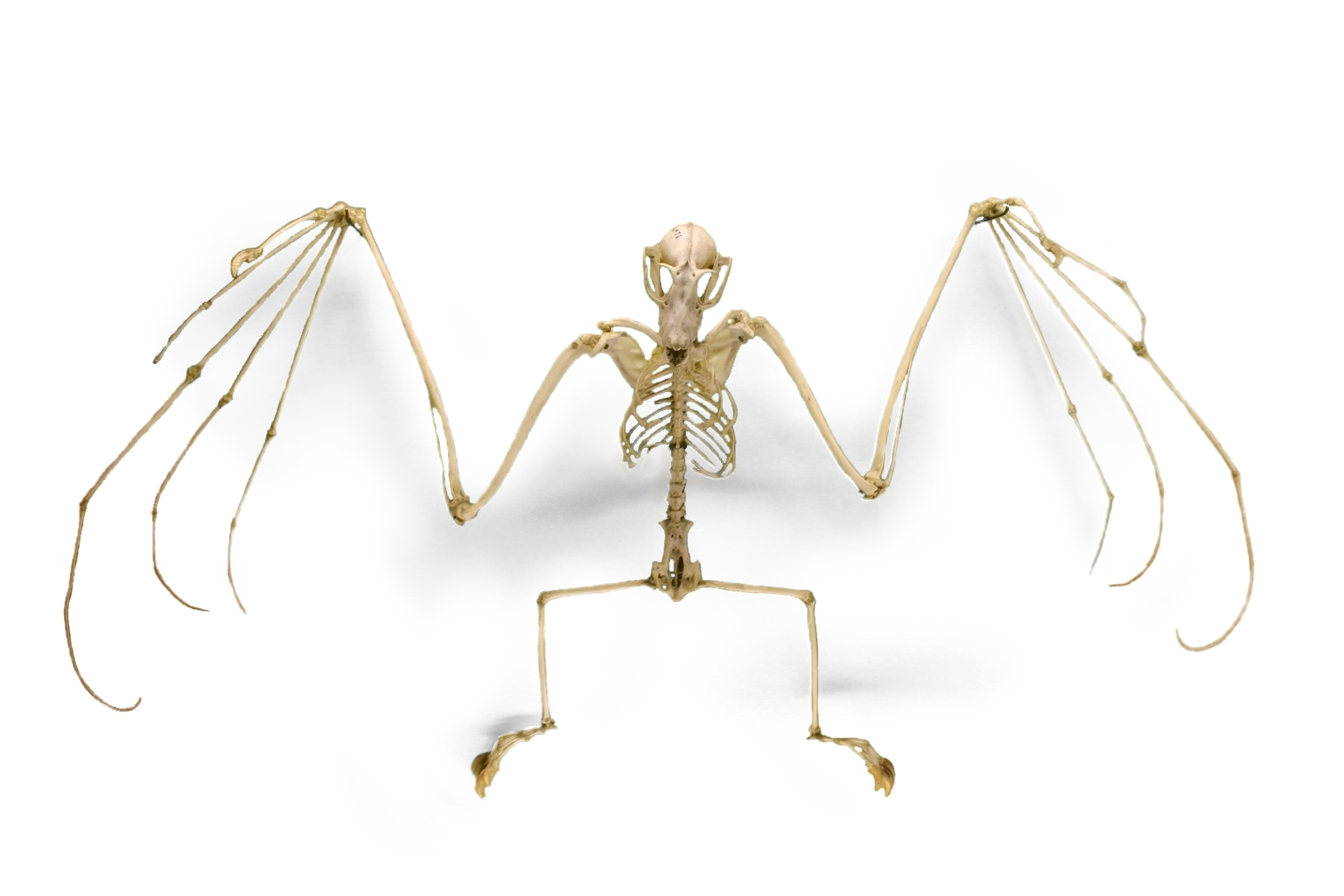